# Monte Albán
Pour les articles homonymes, voir Albán.
 (décembre 2010).

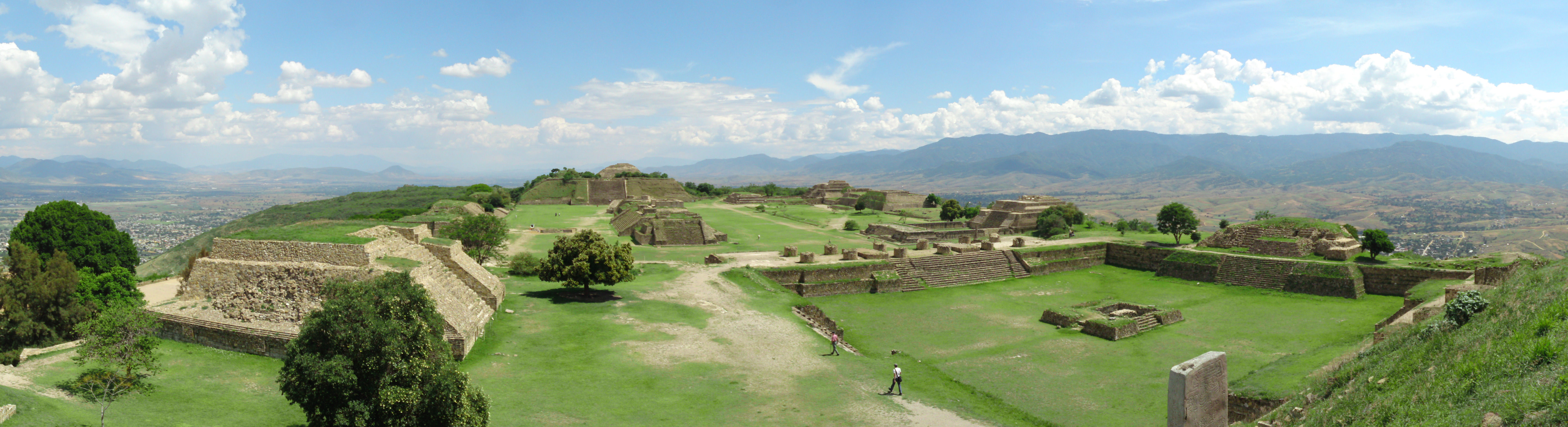
Panorama du site depuis la plate-forme nord.

Monte Albán est un important site archéologique qui a connu son apogée lors de la période zapotèque entre 200 et 600 apr. J.-C. mais qui aurait été fondé par le peuple olmèque. Il est situé sur le territoire du municipio de Santa Cruz Xoxocotlán (es), à 10 km de la ville d’Oaxaca de Juárez (État de Oaxaca) au Mexique, et a pour coordonnées 17° 02′ 38″ N, 96° 46′ 04″ O
L’emploi du mot Monte, signifiant « mont » ou « montagne » en castillan, s’explique par le fait que cette cité est construite sur une surface artificiellement arasée au sommet d’une montagne surplombant de 400 m le niveau de la vallée (en réalité à 1 941 m d’altitude).

## Contexte historique du site

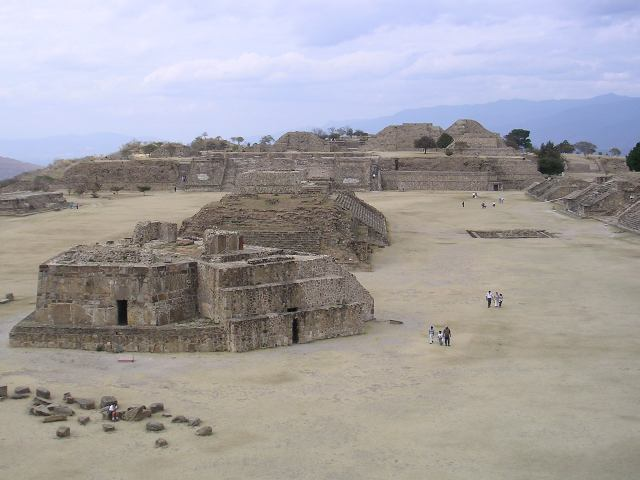
La Gran Plaza. Monument J au premier plan.

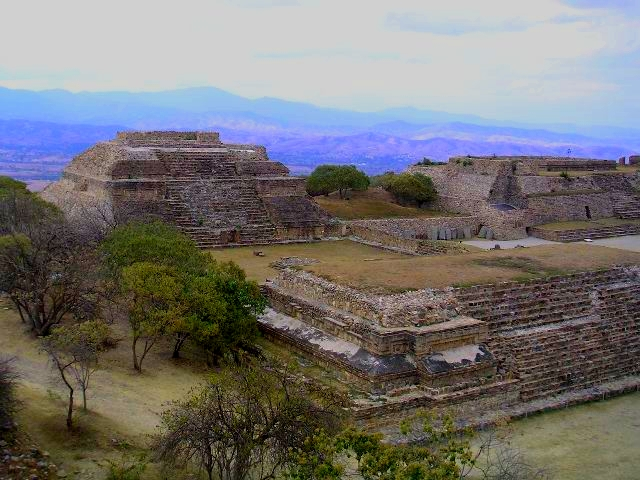
Système M.

Monte Albán fut la cité la plus importante de la culture zapotèque. L’emplacement principal se trouve distribué au sommet de trois massifs montagneux appelés Monte Albán, El Gallo et Bonete (ce dernier est aussi appelé Atzompa). Les archéologues distinguent trois périodes dans l’évolution du site.

### Période I (500 – 200av. J.-C.)
Les traces humaines les plus anciennes qui ont été enregistrées dans cette zone datent de 500 av. J.-C. Pendant cette période l’occupation se limite à certains endroits de la montagne présentant des aspects favorables (terres fertiles, sources, zones de cueillette et de chasse…).
Les premières maisons de ces peuples étaient construites en matériaux périssables faciles à se procurer (branches, paille, troncs…) mais rapidement ils commencèrent à utiliser la pierre, surtout pour les fondations des maisons. Puis apparurent les premières tombes faites de pierre et intégrées aux habitations.
Ces évolutions permirent un accroissement de la population. Les individus durent se réunir pour mener à  bien le travail énorme que représente l’aménagement du sommet de la montagne et l’édification des constructions. Il existait certainement déjà une division sociale de la population, certains se spécialisant dans les activités artisanales. L’exécution de ces travaux publics nécessitait une sérieuse organisation hiérarchisée du travail du groupe. Par ailleurs, le besoin de matériaux, d’aliments et de fournitures a certainement permis la mise en place d’un système d’échanges et de production assez évolué.
À cette époque furent gravées un grand nombre de pierres connues comme les « Danzantes », représentant des hommes nus, peut-être des prisonniers morts sacrifiés, sans doute pour démontrer le pouvoir militaire que possédait ostensiblement la cité de Monte Albán. Certains experts pensent que ces pierres gravées représentent des personnes handicapées (autisme, trisomie…), car elles auraient été considérées comme des êtres magiques ou des chamans. Associés à ces gravures on trouve des glyphes et des dates, ce qui démontre l’usage du calendrier et de l’écriture par ces peuples dès cette époque et la volonté d’enregistrer certains évènements.
L’analyse des artefacts et des gravures de cette période permet de démontrer une forte influence de la culture olmèque. D’ailleurs l’ampleur même des travaux entrepris pour araser le sommet de cette montagne évoque une société unie par un désir de construire, à l’image du peuple olmèque.

### Période II (100av. J.-C.– 200apr. J.-C.)
Durant cette période le développement de Monte Albán s’accélère. De nouvelles structures sont construites et d’anciennes sont remodelées. Le bâtiment le plus représentatif est le monument J. Différentes gravures des « danzantes » sont réutilisées et intégrées dans de nouveaux bâtiments. Le style de la céramique de l’époque I se poursuit mais certains objets commencent à présenter des caractères marqués, comme les urnes funéraires. Les tombes de la période II suivent la conception de l’époque antérieure, mais s’y incorporent de nouveaux éléments comme les niches.

### Période III (200 – 600apr. J.-C.)
La cité atteint son développement urbain et démographique maximal pendant cette période. On pense qu’il y avait près de 40 000 habitants sur une superficie de 20 km2. Les principaux édifices se développèrent en noyaux isolés et leur fonction essentielle fut le déroulement de cérémonies religieuses publiques ou privées. Les flancs des montagnes étaient aménagés d’un nombre important de terrasses où l’on trouve des maisons de pierre et des sépultures communes.
Durant cette étape, Monte Albán fut le centre urbain le plus important des vallées de Oaxaca et fut l’axe majeur de l’activité de la région, avec un rayonnement assez important. Le cœur de la cité est représenté par un immense espace appelé Gran Plaza, esplanade mesurant 300 m de long et 150 m de large et entourée de diverses structures où se trouvaient d’imposants bâtiments, comme ceux des plates-formes nord et sud. Au milieu on observe un groupe de constructions alignées nord-sud.
Les énormes fondations étaient élevées de temples, des plates-formes étagées furent construites, des palais résidentiels, des tombes élégantes de pierre, des systèmes pour le contrôle et l’adduction d’eau et des structures pour le jeu de balle et peut-être des bâtiments destinés aux observations astronomiques.
Mais peu à peu la civilisation zapotèque perd de sa puissance. Au point que la cité de Monte Albán est abandonnée vers le milieu du VIIe siècle apr. J.-C. pour des raisons encore non élucidées (guerres, invasions, famines, épuisement des terres arables, déforestation excessive, épidémies, émigration massive…).

### Période mixtèque
Vers le XIIe siècle, par un curieux retournement de l’histoire, les Mixtèques s’emparent de la ville abandonnée de Monte Albán, d’où venaient une partie de leurs ancêtres, pour la faire revivre et y célébrer de nouveaux cultes. Ils y resteront jusqu’à l’arrivée des conquistadors espagnols au XVIe siècle.

## Histoire du site
Selon l’archéologue mexicain Alfonso Caso, pendant le XVIe siècle les terres purent appartenir à un soldat espagnol portant le nom de famille Montalbán, et son nom aurait servi à désigner ce site. D’autres pensent que ce nom fut attribué en raison de la similitude avec le Monte Albano de Rome. Des croyances populaires affirment que l’origine du nom viendrait du casahuate (ipomée arborescent, Ipomoea arborescens), un arbre présent sur les flancs de la montagne et qui, durant la période sèche, se couvre de fleurs blanches ; en découlerait le nom de Monte Albar (blanc) dérivé en Monte Albán. Le nom zapotèque est Danipaguache, ce qui signifie « montagne sacrée », et en mixtèque Yucucuy, « mont vert ».
On trouve très peu de données et de descriptions précises du site durant la conquête espagnole et les trois siècles qui ont précédé sa redécouverte par les archéologues.
Cette redécouverte débuta en 1806, quand Guillermo Dupaix fit des observations et des fouilles du site. Il découvrit notamment quelques-unes des célèbres « danzantes » dans le bâtiment L. En 1857 et 1882 l’explorateur et photographe français Désiré Charnay visita Monte Albán et en rédigea une description. A. F. Bandelier le visita également et publia de nouvelles descriptions en 1881. En 1883 J. B. Carriedo, Murguía, Galindo et H. Bancroft firent des comptes rendus et exécutèrent des plans du site. L’un des visiteurs qui contribuèrent le plus à la renommée de Monte Albán fut William Holmes qui, dans son travail intitulé Archeological Studies Among Ancient Cities of México, publia un plan et une description de chaque structure de la Gran Plaza. Saville, en 1899, démontra l’importance de Monte Albán et son lien avec les Zapotèques.
La première fouille archéologique officiellement appuyée par le gouvernement mexicain eut lieu en 1902, sous la direction de Leopoldo Batres. De nouveaux « danzantes » furent découverts et les plates-formes nord et sud mises au jour.
Dix-huit ans d’importantes excavations commencèrent en 1931 sous la responsabilité de l’archéologue mexicain Alfonso Caso, entouré de Jorge Costa, Martín Bazán, Eulalia Guzmán, Ignacio Bernal, Juan Valenzuela et María Lombardo. Ces travaux furent très fructueux et utilisèrent pour la première fois les techniques de fouilles scientifiques. Cent soixante-douze tombes furent mises au jour, ainsi que la Gran Plaza, les bâtiments A et B, et le Patio Hundido. Malgré tous ces efforts et la poursuite actuelle des fouilles, on considère que la majeure partie du site n’a pas encore été fouillée.

Monte Albán en 1932, Sigvald Linné, Statens museer för världskultur

Les contributions de plusieurs experts ont abordé différents thèmes, comme l’étude des séquences de la céramique, des constructions, du style architectural, du contexte funéraire, de l’épigraphie, des sculptures, etc. On peut signaler les travaux de Ignacio Marquina, John Paddock, Marcus Winter, Joyce Marcus, Gordon Wittaker, García Moll et Patterson, Javier Urcid, Bernd Fahmel, Paul Gendrop, Horst Hartung et Mary Elizabeth Smith.
Monte Albán fut inscrit sur la liste du Patrimoine mondial de l’UNESCO le 11 décembre 1987. Le 7 décembre 1993, par décret présidentiel, le gouvernement mexicain le déclara zone de monuments archéologiques protégés en créant un parc de 2 078 hectares.

## Visite du site
Monte Albán comporte beaucoup de pyramides à degrés, des temples, des tombes de dignitaires ainsi qu’un terrain de jeu de balle. On peut y voir également des stèles sculptées ainsi que de grands bas-reliefs dans certains édifices. Les édifices les plus remarquables sont la plate-forme sud et le complexe de la plate-forme nord.
Le site est construit au sommet de la montagne, autour d’une place, la Gran Plaza, mesurant 300 mètres sur 200. Celle-ci est entourée des ruines des pyramides à degrés et des tumulus non encore restaurés. Trois pyramides occupent le centre de la place (édifices I, H et G), accompagnées du mystérieux monument J.

### Musées
Sur le site on peut aussi visiter un petit musée qui présente certains artefacts et qui possède une salle d’expositions temporaires.

### Plate-forme nord

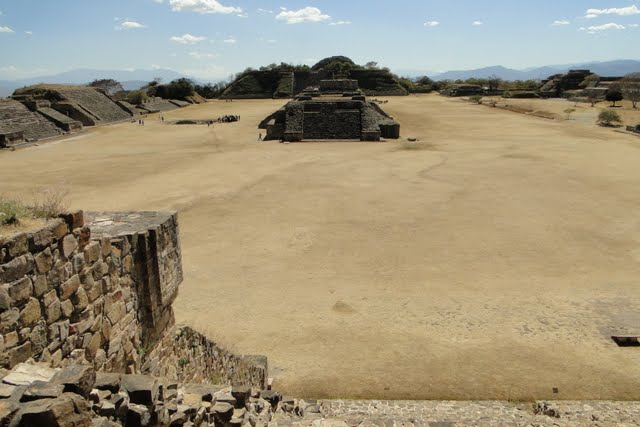
Plate-forme nord.

C’est la plus grande structure de Monte Albán, une énorme construction rectangulaire faite de pierre et de terre. Sa taille imposante put être obtenue grâce à de puissants murs de soutènement superposés qui peuvent atteindre plusieurs mètres de hauteur. Au sommet de la plate-forme s’élevaient des ensembles de bâtiments, comme le montrent les soubassements qui étaient couronnés de temples et de palais résidentiels. Des espaces étaient dédiés aux cultes comme le Patio Hundido (Cour creusée), ample cour en dénivelé de la plate-forme.
Derrière le Patio Hundido, on peut voir les monuments I, E, D et le Monument orné (Edificio Enjoyado) ainsi que le monument du Sommet géodésique du site (Edificio de Vértice Geodésico).
À proximité de la plate-forme nord, on trouve les tombes 56, 103 et 104, le palais de Ocote et les monticules X et nord-est.
La plate-forme est reliée à la Gran Plaza par des gradines monumentales bordées de rampes.

### Jeu de balle
Le jeu de balle était un rituel sacré encore mal connu mais dont l’issue prenait souvent la forme de sacrifices humains. Néanmoins, sur le site de Monte Albán, on n’a encore trouvé aucune trace de ce type de rituels.
Le monument  « Grand Jeu de balle », auquel on accède par le côté nord-est de la Gran Plaza, est accompagné du temple aux Idoles (Adoratorio), du monument P, du palais et du monticule Q.
Sa structure possède un schéma architectural original en forme de I avec les traditionnels plans inclinés latéraux. Le terrain mesure en totalité 40 m de long et 7 m sur 22 au niveau des extrémités appelées cabezales. Un escalier étroit situé du côté nord permet d’atteindre le terrain, et dans les angles des murs il y a des niches. Les murs étaient recouverts de fresques peintes.
Il existe un autre monument dédié au jeu de balle, le Petit Jeu de balle, situé à proximité de la tombe 105.

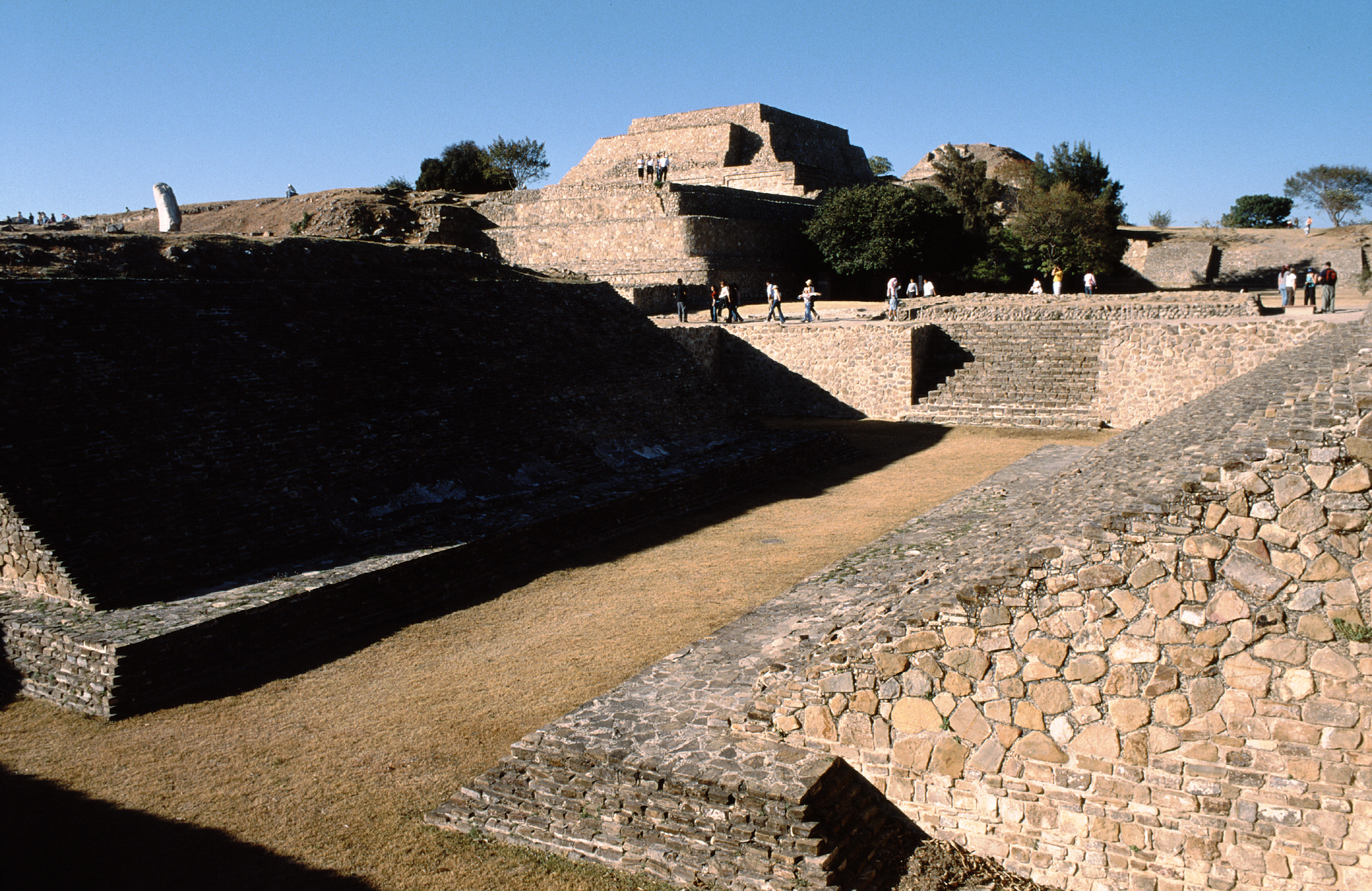
Jeu de balle de Monte Albán.
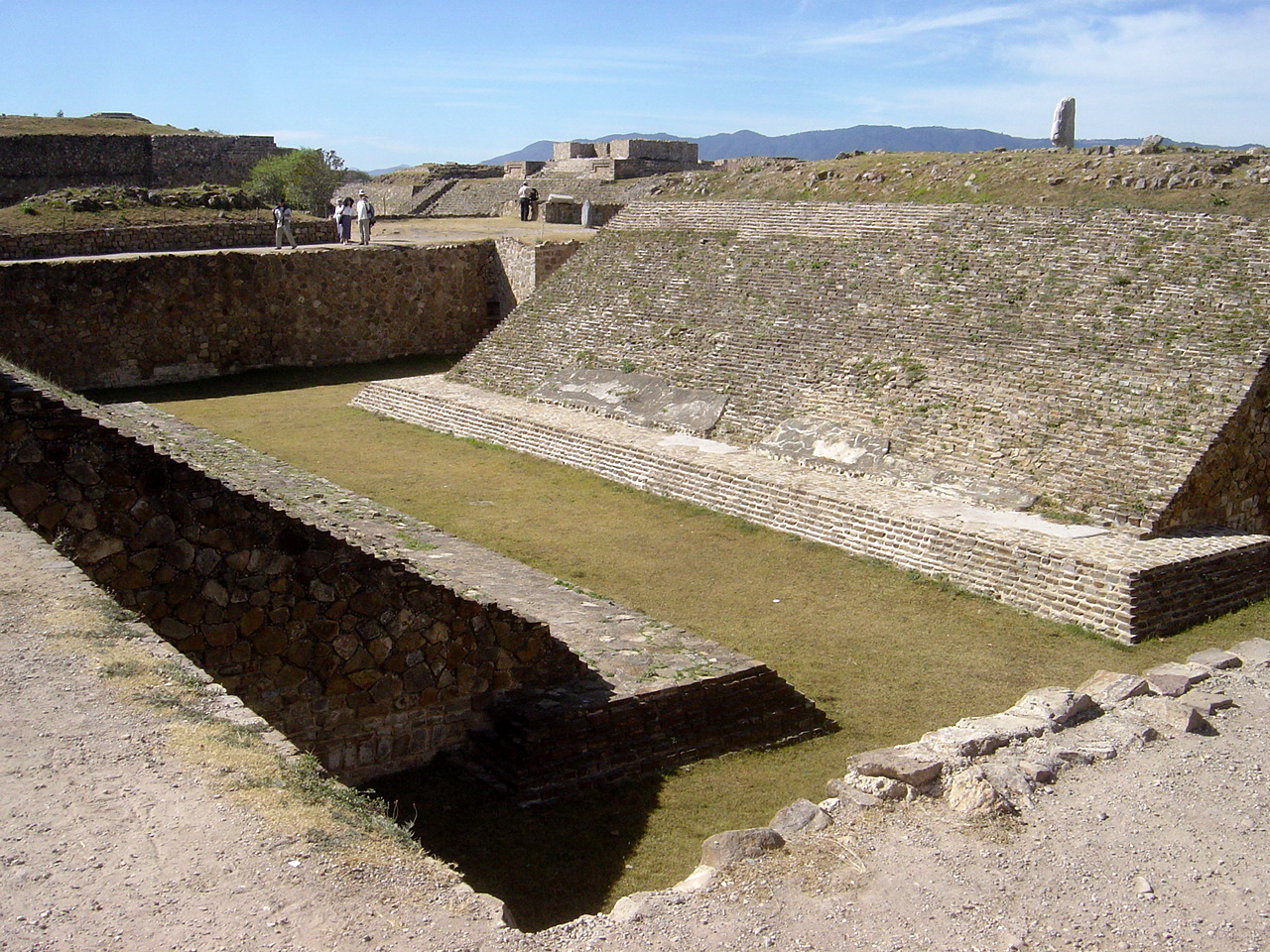
Jeu de balle, côté opposé.

### Édifice des Danzantes

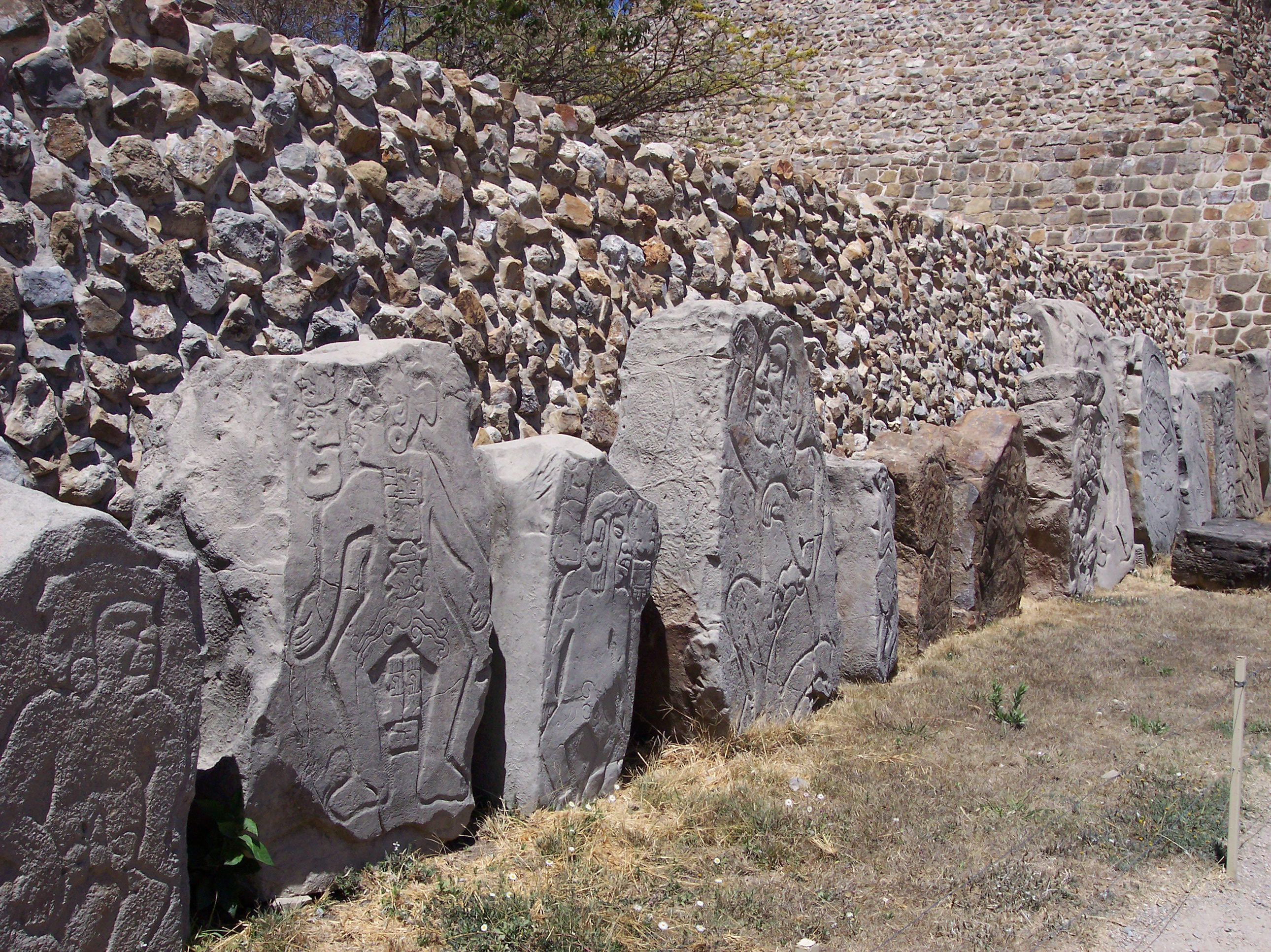
Les « Danzantes ».

C’est l’un des bâtiments les plus anciens du site. Il appartient à la période I. Sa structure est rectangulaire avec des murs construits en forme de talus. Il possède des gradines centrales qui permettent d’atteindre la partie supérieure où il y a plusieurs enceintes. L’intérêt principal de cet édifice réside dans les pierres sculptées appelées « Danzantes » (littéralement « procession des danseurs ») que l’on peut observer sur le côté et à l’arrière du bâtiment.
Les gravures représentent des personnages nus dans des positions de contorsion. L’hypothèse selon laquelle il s’agissait de danseurs est maintenant rejetée par les archéologues mais aucune autre proposition ne fait l’unanimité scientifique. Il pourrait s’agir de prisonniers morts ou torturés, ou de personnes atteintes de handicaps physiques. L'autre hypothèse serait qu'il s'agirait de représentation des joueurs du jeu de pelote.

### Stèles
Certaines pierres présentent des glyphes et des dates. Les données épigraphiques manquent de précision mais on remarque des similitudes avec les écritures et calendriers olmèques et mayas.

### Le bâtiment J
C’est le plus bel exemple de construction de l’époque II. L’implantation rompt l’ordre établi par la disposition des autres édifices de la Gran Plaza. Il a un plan pentagonal en forme de pointes de flèche dont chacune forme un angle de 45 degrés avec les autres constructions.
Cet édifice a suscité de nombreuses hypothèses en raison de sa forme et de son orientation inhabituelle. Alfonso Caso émit l’idée qu’il pouvait servir d’observatoire astronomique. Par la suite de nombreux chercheurs identifièrent divers alignements astronomiques mais bien d’autres hypothèses sont envisagées par les archéologues. Ainsi, certains d’entre eux pensent qu’il s’agit d’un monument commémoratif, du fait que les murs sont décorés de pierres gravées représentant des peuples conquis par la cité de Monte Albán.

### Tombe 104
La maison et la tombe furent construites dans la période allant de 500 à 700 apr. J.-C. C’est une des résidences les plus élégantes de la cité. Les pièces sont regroupées autour d’une cour carrée et la tombe se trouve sous la cour du côté ouest.
Sa façade est décorée d’un panneau en double scapulaire semblable à ceux que l’on peut observer sur les monuments de la Gran Plaza. Au milieu et au-dessus de l’entrée se trouve une urne funéraire en terre cuite représentant le dieu du maïs, Pitao Cozobi. L’intérieur de la tombe est décoré de peintures murales polychromes, et sur les murs latéraux sont représentés des personnages richement ornés, peut-être des prêtres, avec des sacs de copal dans les mains.

### Tombe 7
Le 9 janvier 1932, la tombe 7 fut découverte lors de la première phase de fouille par Alfonso Caso et son équipe. Elle fut construite vers l’an 1 apr. J.-C., donc à la période d’occupation zapotèque.
L'architecture de la tombe est similaire aux autres tombes zapotèques. Elle est construite avec des pierres collées avec de l'argile et est recouverte avec du stuc couvert de glyphes. Elle est constituée d'une antichambre et deux chambres séparées par un seuil. La première chambre est composée de pierres planes collées sur d'autres et formant ainsi les murs. Il y a également des pierres angulaires au niveau du toit pour former une entrée. La seconde chambre a un toit angulaire en voûte qui est une caractéristique des tombes de Monte Albán. Il existe deux types de voûtes : les planes et les angulaires. Les niches sont également une caractéristique du site de Monte Albán. Dans la tombe 7, les niches sont au fond et étaient presque entièrement détruites lors de leur découverte. Il y a deux types de niches : certaines servaient à poser divers vases alors que d'autres auraient une explication religieuse (sert de refuge aux âmes).
La déposition du corps se faisait par le toit à travers "un puits". Par conséquent, les enterrements se faisaient sur la terre. L'entrée de la tombe 7 était fermée par une pierre zapotèque identifiée  par une inscription avec des glyphes indiquant une date. Le premier glyphe signifie l'année serpent et le second le jour fleur.
Dans l'antichambre, les archéologues ont retrouvé trois grandes urnes zapotèques avec leurs piédestaux. Deux urnes semblables représentent le dieu Cocijo. À l'avant des piédestaux se trouve également la représentation de ce dieu. Une autre urne représenterait un dieu vieux, probablement Huehueteol, le dieu feu et seigneur de la région centrale de l'Univers.
L'homme enterré dans la tombe 7 est un homme de haut rang. Cela est affirmé par les découvertes d'un escargot de mer et de diverses décorations précieuses. Le squelette d'un homme se situe près de ce chef et serait un esclave mort pour son chef afin de l'accompagner et de l'aider dans le royaume des morts.
La majeure partie des éléments retrouvés lors des fouilles archéologiques montrent que les glyphes, les objets et représentations des dieux son semblables à ceux des Mixtèques mais différents des urnes et stèles zapotèques retrouvées. La tombe 7 est donc zapotèque mais a été réutilisée par les Mixtèques.
De nombreux objets dans des matériaux différents ont été retrouvés dans la tombe 7. Ils sont plus ou moins exceptionnels et précieux mais sont tous attribués à la civilisation mixtèque. Il y a des objets en or, argent, cuivre, nacre, turquoise, obsidienne, jade, coraux, etc. Les objets en jade ont une valeur très importante pour les civilisations de la Mésoamérique par leur couleur verte symbolisant la végétation, l'abondance et la fécondité. Les objets ont des utilisations différentes selon qu'ils représentent des divinités ou si ce sont des ustensiles domestiques. L'objet le plus extraordinaire retrouvé dans la tombe 7 est un crâne décoré de turquoise. C'est le reste humain le plus travaillé de la tombe. Le crâne est cependant détruit et a été retrouvé en de nombreux fragments. Il est d'une richesse importante par son travail du turquoise et des coquillages. La première hypothèse disait que ce crâne était un trophée de guerre. La seconde hypothèse, plus appréciée aujourd'hui, suppose que c'est une représentation du dieu Tezcatlipoca, le dieu du jour et de la nuit, de l'été et de l'hiver, car il est considéré comme un dieu bleu, ce qui expliquerait la présence de turquoise.

## Les pratiques funéraires: entre Zapotèques et Mixtèques

### La religion dans les enterrements
La religion zapotèque est centrée sur la vénération des ancêtres. Elle a une dimension animiste : les choses inanimées deviennent vivantes. Pour que cela ai lieu, les Zapotèques font appel à des rituels : utilisation d'encens, offrandes de sang, sacrifices humains et animaux, consommation de breuvages alcoolisés et emploi de tabac, de champignons, ou de datura.
La population faisait des offrandes au pied de la pyramide[Laquelle ?]. Les prêtres étaient eux au sommet pour pratiquer les rituels. Les prêtres pouvaient aussi pratiquer l'autosacrifice en se perforant la langue, les lobs[Quoi ?] ou toutes[Quoi ?] autres parties charnues avec des épines d'agave, de raies ou des lancettes d'obsidienne. Le sang obtenu était alors d'une grande valeur.
Les tombes zapotèques sont orientées est-ouest. On retrouve trois types de chambres funéraires : à plan rectangulaire, à plan rectangulaire comprenant une antichambre et à plan cruciforme avec un toit plat.
Les Zapotèques enterraient les membres d'une famille ensemble. Ainsi, les chambres étaient ouvertes à plusieurs reprises. Les tombes étaient ornées d'urnes funéraires, de peintures murales, de stèles sculptées,[pourquoi ?]d 'inscriptions de glyphes et de frises en stuc. Ces divers ornements étaient modifiés à chaque nouvel enterrement. De plus, nous(qu) retrouvons souvent des os de chien près du défunt. Les civilisations croyaient que le voyage de l'âme vers le royaume des morts, parvenait un moment où elle rencontrait une large rivière qui était difficile à traverser. Ils tuaient donc un chien pour qu'il puisse accompagner et aider le défunt lors de son dernier voyage.

### Un style représentatif de la région d'Oaxaca
Le développement de la peinture à Monte Albán se retrouve dans l'architecture funéraire. La peinture est comme un reflet du système de croyances religieuses associées à la vie et à la mort. Nous connaissons aujourd'hui les rites et processions funéraires grâce à ces peintures murales. Les chambres funéraires possèdent souvent une façade décorée ou peinte et une dalle de fermeture sculptée de relief mentionnant les dates ou le nom du défunt.

#### Exemple de la tombe 105
La tombe 405 a un plan cruciforme. Sa surface est de 4 mètres de long sur 2 mètres de large. Elle a été retrouvée intact, mais le squelette était incomplet. Les murs sont entièrement peints de fresques avec du bleu, du jaune, du vert, du rose et du noir. Il est possible qu'il y ait eu une composition antérieure car il y a des superpositions de couleurs sur certains secteurs. Ces œuvres ont dû être faites dans la hâte car les pigments ont coulé sur le sol. Le registre iconographique comprend deux bandes superposées, représentant le monde terrestre et le monde céleste. Entre ces deux mondes se déroule une procession de couples de dieux ou de prêtres. Il est probable qu'ils participent à une procession accompagnant le défunt dans l'autre monde.

### Les urnes funéraires
Nous retrouvons diverses représentations des dieux sur les urnes funéraires. Par exemple, Cocijo, le dieu de la pluie et le dieu le plus présent sur le site de Monte Albán. Son nom veut dire foudre. Il est reconnaissable grâce à ses gros sourcils de forme crénelés. Il y a aussi le dieu Quetzalcóatl qui est reconnaissable à son masque buccal en forme de mandibule de serpent. Enfin, il y a le dieu Xipe-Totec que nous reconnaissons car il est assis à l'oriental avec les mains sur les genoux.
Les urnes funéraires zapotèques sont caractéristiques de cette civilisation. Entre 200 et 800 de notre ère, les Zapotèques ont fabriqué des milliers d'urnes à visage humain. Ce sont des urnes pour honorer les couples royaux. Les fouilles de Caso Alfonso et d’Alfonso Caso ont montré que les urnes étaient fréquemment placées dans les tombes comme offrandes. Elles n'étaient pas conçues pour recevoir les cendres du défunt, mais l'accompagnaient ou contenaient des denrées pour son voyage vers l'au-delà. Les urnes sont également présentes dans les temples, elles sont aussi vides mais auraient pu contenir du liquide. Certaines urnes enterrées lors de la consécration d'un bâtiment contiennent du jade, des coquillages ou des couteaux d'obsidienne.